# 1983年TAME航空ボーイング737墜落事故
1983年TAME航空ボーイング737墜落事故（1983年TAMEこうくうボーイング737ついらくじこ）はエクアドルで1983年7月11日に発生した航空事故である。エクアドルのフラッグ・キャリアであったTAME航空のボーイング737-2V2 Advancedがクエンカにあるマリスカル・ラマル空港の手前1マイル (1.6 km; 0.87 nmi)の山に墜落し、乗員乗客119人全員が死亡した。
この事故はTAMEが初めて起こした死亡事故であり、犠牲者数においてはTAME及びエクアドル最悪の航空事故である。その後の事故調査で経験不足のクルーが引き起こしたCFITが原因であると結論付けられた。

## 事故機
事故機のボーイング737-2V2 Advanced（HC-BIG）は1981年に製造され、同年6月にTAME航空に納入された機体で、エンジンは2基のプラット・アンド・ホイットニーのJT8D-17を搭載していた。納入時の機体記号はN8283Vだったが数カ月後にHC-BIGへと変更され、"Ciudad de Loja"という愛称も付けられた。この機体は結果的に同社唯一のボーイング737となる。

## 乗客乗員
事故機には機長と副操縦士の他にクルー6人が搭乗しており、他111人の乗客が搭乗していた。国籍別だと8人のクルー全員と95人の乗客がエクアドル人で、他は11人のコロンビア人と5人のアメリカ人が搭乗していた。

## 事故
事故機は1983年7月11日の午前にキトに当時あった当時のマリスカル・スクレ国際空港をクエンカのマリスカル・ラマー国際空港へ向け飛び立った。現地の天気予報は晴れだったが、事故機はクエンカへの降下中に霧に遭遇した。クルーはクエンカの管制塔への着陸許可を要請し、受理された。
事故発生までの数分間、事故機は危機的なまでに高度が低い場所を飛んでいたにもかかわらず機長らはステライル・コックピット・ルールに反して雑談を交わしていたり、飛行機のシステムやコントロールをいじっていたとされている。
墜落数秒前にはGPWSが作動し警告音を発し、機長と副操縦士はそれを受けて機体を引き上げようとしたが間に合わず、到着地から僅か1マイル (1.6 km; 0.87 nmi)手前の地点にあるバシュン丘の頂上に衝突し機体は爆発。機体は近くの渓谷を滑り落ちた。乗員乗客119人は全員死亡した。

## 事故調査
現地の航空当局はボーイング、プラット・アンド・ホイットニー、及びアメリカのNTSBとの協力の下事故調査委員会を立ち上げた。当初爆発の目撃情報もあり現地の航空当局は何らかのテロ行為により墜落したのではないかと懸念したが、 証拠不足の為テロ説は否定された。
事故の数カ月後には調査結果がまとめられた。調査報告では、事故機に対するクルーの訓練不足や、霧で滑走路を見失ったことにより最低安全高度を下回った高度を飛行してしまい直前まで警告音を無視してしまったことによる事故だと結論付けられた。